# Jarvikina wenjukowi
Jarvikina wenjukowi — вимерлий вид лопатеперих риб родини Tristichopteridae. Вид існував у середньому девоні. Рід названий на честь шведського палеонтолога Еріка Ярвіка, а вид на честь російського палеонтолога Павло Венюков. Вид спершу віднесли до роду Eusthenodon, лише у 1977 році виділено окремий рід Jarvikina. Скам'янілі рештки виду знайдені на заході  Росії та у країнах Балтії.